# Olga Botner
Olga Botner (Varsovia, 23 de abril de 1953) es una física danesa de origen polaco. Se doctoró en 1985 y ha sido investigadora en Upsala desde 1986. Desde 2001 es profesora de física experimental de partículas elementales en la Universidad de Upsala, en Suecia. Fue elegida en 2001 como miembro extranjero de la Real Academia de las Ciencias de Suecia. 
Botner ha sido la portavoz del experimento de neutrinos IceCube desde mayo de 2013. En las ceremonias de entrega de los Premios Nobel del 10 de diciembre de 2011 y de 2015, Botner fue la encargada del discurso de presentación del ganador del premio de dichos años en la categoría de física.   
Desde 2018 es Presidenta del Comité Nobel de Física de la Real Academia de Ciencias de Suecia, que elige los Premios Nobel en esta rama de la ciencia.  

## Educación
Nacida en Varsovia, la capital de Polonia, en 1953, Olga Botner es ciudadana ciudadana danesa desde 1971. En 1978, defendió una licenciatura en candidatus scientiarum (equivalente a una maestría) en la Universidad de Copenhague, en Dinamarca. Y en 1985 defendió el grado de licentiatus scientiarum (correspondiente a un doctorado). 
En 1990, la Universidad de Upsala, en Suecia, otorgó a Botner el título de Profesora Asociada de Física de Partículas. El sistema docente utilizado en las universidades suecas espera de sus estudiantes ir más allá de aprender la materia propiamente dicha y, cuando se concede este título, se espera que la persona investigadora se someta a una investigación postdoctoral durante alrededor de cuatro años y que realice publicaciones de trabajos de investigación en revistas científicas revisadas por pares. El título está acompañado igualmente por "el derecho a enseñar". Se trata de una formación muy completa. En la lista de títulos académicos, Botner está ubicada entre los currículos que disponen de esta clasificación. 
Después de graduarse, Botner trabajó como investigadora en el Instituto Niels Bohr de la Universidad de Copenhague (1978-79) y luego como investigadora en el CERN, Organización Europea para la Investigación Nuclear (1980-1982). Entre 1982 y 1986, Botner alternó entre el CERN y el Instituto Niels Bohr de Copenhague. 

## Carrera profesional
Tras la exitosa defensa de su licenciatura, Botner fue una investigadora postdoctoral en el Departamento de Física y Astronomía en la Universidad de Upsala (1986–87). En esa universidad continuó su carrera, primero como investigadora principal, luego como profesora (1992–1993), como profesora universitaria (universitetslektor, 1993–1998), como profesora asistente (biträdande professor, 1998–2000) y desde 2000 como profesora. 
En mayo de 2013, Botner inició su colaboración como portavoz en el experimento de nutrinos IceCube, proyecto en el que estaba implicada desde 1998 cuando se construyó el primer prototipo de la matriz antártica de muones y detectores de neutrinos (AMANDA) en el Polo Sur.
En mayo de 2015 renovó esta colaboración con un segundo mandato como portavoz de IceCube. Según el Observatorio de neutrinos del Polo Sur, IceCube, "sus colegas la han elegido nuevamente para dirigir la colaboración y ella está lista para continuar lo que es una tarea muy exigente pero también gratificante". Pone voz a 300 personas investigadoras del proyecto procedentes de diez países.

## Miembro del Premio Nobel de Física
Botner es miembro del Premio Nobel de Física. Los miembros son elegidos por la Real Academia de Ciencias de Suecia por un período de tres años. Ha sido entrevistada en numerosas ocasiones dada su capacidad divulgadora.
En la Ceremonia de entrega de Premios Nobel de 2011, celebrada el 10 de diciembre, la organización confió a Botner el discurso de presentación los ganadores del Premio Nobel de Física de aquel año, Adam Riess, Brian Schmidt, Saul Perlmutter.
Desde 2018 es la Presidenta del Comité Nobel de Física de la Real Academia de Ciencias de Suecia. Es el órgano responsable de la selección de personas candidatas para el Premio de Física de entre los nombres presentados para su consideración por personas y entidades nominadoras calificadas, que han sido invitadas a través de cartas formales.

## Reconocimientos
- 2001 - elegida miembro de la Real Academia de Ciencias de Suecia (desde entonces, esta elección ha sido renovada por la Academia cada tres años).
- 2018 - presidenta del Comité Nobel de Física de la Real Academia de Ciencias de Suecia.